# Agnès Desarthe
Agnès Desarthe, född den 3 maj 1966 i Paris, är en fransk författare.
Desarthe har gett ut tio romaner såväl som flera barn- och ungdomsböcker och essäer, och arbetar även som översättare. Två av hennes romaner finns utgivna på svenska.

### Romaner för barn
- 1992 – Je ne t'aime pas, Paulus
- 1992 – Abo, le minable homme des neiges
- 1992 – Les Peurs de Conception
- 1992 – La Fête des pères
- 1992 – Le Mariage de Simon
- 1992 – Le Roi Ferdinand
- 1993 – Dur de dur
- 1993 – La femme du bouc émissaire (Illustrated by Willi Glasauer)
- 1994 – Benjamin, héros solitaire
- 1995 – Tout ce qu'on ne dit pas
- 1995 – Poète maudit
- 1995 – L'expédition (Illustrated by Willi Glasauer)
- 1997 – Je manque d'assurance
- 1997 – Les pieds de Philomène
- 1999 – Les grandes questions
- 2000 – Les trois vœux de l'archiduchesse
- 2002 – Petit prince Pouf (Illustrated by Claude Ponti)
- 2002 – Le monde d'à-côté
- 2004 – À deux c'est mieux
- 2004 – Comment j'ai changé ma vie
- 2004 – Igor le labrador
- 2005 – C'est qui le plus beau?
- 2005 – Je ne t'aime toujours pas, Paulus
- 2005 – Les frères chats
- 2006 – La Cinquième saison
- 2006 – Je veux être un cheval
- 2007 – L'histoire des Carnets de Lineke
- 2009 – La plus belle fille du monde
- 2013 – Le Poulet fermier

### Romaner för vuxna
- 1993 – Quelques minutes de bonheur absolu
- 1996 – Un secret sans importance
- 1998 – Cinq photos de ma femme
- 2000 – Les bonnes intentions
- 2003 – Le principe de Frédelle
- 2006 – Mangez-moi (På svenska Ät mig, översättning Marianne Tufvesson, 2011)
- 2009 – Le Remplaçant
- 2010 – Dans la nuit brune
- 2012 – Une partie de chasse (På svenska Jaktturen, översättning Marianne Tufvesson, 2014)

### Noveller
- 2014 – Ce qui est arrivé aux Kempinski